# Людовик II Мальський
Людовик (Луї) II Мальський (фр. Louis de Male; 25 листопада 1330, Замок Маль, Брюгге, Фландрія — 30 січня 1384, Лілль або Сен-Омер, Фландрія) — граф Фландрський з 1346, граф Неверський під ім'ям Людовик III і Ретеля під ім'ям Людовик II з 1346, граф Артуа і пфальцграф Бургундії з 1382 з династії Дамп'єр, син графа Фландрії Людовика I та його дружини Маргарити I (пфальцграфині Бургундії), дочки короля Франції Філіппа V Довгого.

## Юність
Будучи сином французької принцеси, Людовик виховувався при французькому дворі. Він боровся разом з батьком в битві при Кресі, але зумів уникнути загибелі. Його батько загинув у цій битві, після чого Людовик успадкував всі його володіння — графства Фландрія, Невер і Ретель. Людовик зміг повернути контроль над Фландрією, з якої був вигнаний його батько в 1339.

## Початок правління (1346—1349)
З листопада новий граф став правити у Фландрії. Але Гент, де панували комуни ткачів, хотів нав'язати графу англійський шлюб як гарантію постачання острівної шерсті. Молодий граф скористався соколиним полюванням щоб втекти до Франції, а потім в Брабант, де в 1347 році він поєднується шлюбом з Маргаритою Брабантською, дочкою союзника короля Франції. Гент негайно повстає (1347—1349).
Але невдоволення в місті і бажання Брюгге, Лілля і Іпра оспорювати гегемонію послабило заколот в Генті, тим більше, що жахлива епідемія чорної чуми лютувала у Фландрії в 1348 році. Всупереч всім очікуванням, 25 серпня 1348 граф підписав договір про нейтралітет з королем Англії, і вчинивши тиск на решту повсталих міст (Грамонт, Дендермонде, Ауденарде) знову переможно зміцнився у Фландрії. Гентські ткачі були в кінцевому рахунку ослаблені через посилення інших об'єднань ремісників.

## Благополучний час (1349—1379)
Граф намагався знайти баланс між інтересами партій, що орієнтувалися на Англію і Францію, а також зберігати нейтралітет в Столітній війні.
Після смерті тестя, герцога Брабанта Іоанна III, він зажадав у його наступників — старшої дочки Іоанни і її чоловіка Венцеля Люксембурзького продажу Мехелена і виплати грошового платежу для своєї дружини, що було відхилено. Людовік тоді захопив Брабант і Брюссель, і завоював герцогство. Брабантці повставали (24-29 жовтня 1356), але невдало. За підсумками ув'язненого 4 червня 1367 мирного договору, Людовик отримував титул герцога Брабантського, а також приєднував до своїх володінь Антверпен.
Одним з найбільш важливих справ його правління стає шлюб єдиної дочки і спадкоємиці Маргарити. Цьому була присвячена напружена дипломатична діяльність, бо на кону стояло багата спадщина, пристрасно бажана англійцями і французами. В 1357 році Маргарита вийшла заміж за Філіппа, герцога Бургундії. Смерть молодого герцога в 1361 року спровокувала несподіване повернення Артуа і Бургундії (Франш-Конте), бо мати Людовика успадкувала цю провінцію.
Людовик II одружив Маргариту, у 1369 році, з новим герцогом Бургундії Філіпом II Сміливим, молодшим братом короля Франції Карла V, замість чого Валлонська Фландрія (Лілль, Дуе, Орше) поверталася до графства (25 квітня 1369).

## Внутрішня політика
Людовик зміцнював централізовану державну владу, фінансову і судову системи. Адміністративна політика графа значною мірою підготувала майбутні дії бургундських герцогів: для того, щоб врівноважувати владу міст, він приєднав до трьох «Членів» Фландрії четверту — Брюгге, кампанії блюда, коли країна оточила порт. Він розділив Раду (Курію) на спеціалізовані органи (майбутня дорадча кімната суддів, судове засідання ради), Рада тепер ставала органом політичних справ, відокремлена від особи графа. Були також створені нові посади: судовий правитель, загальний збирач і генеральний прокурор. Граф оточив себе юристами.

## Кінець правління (1379—1384)

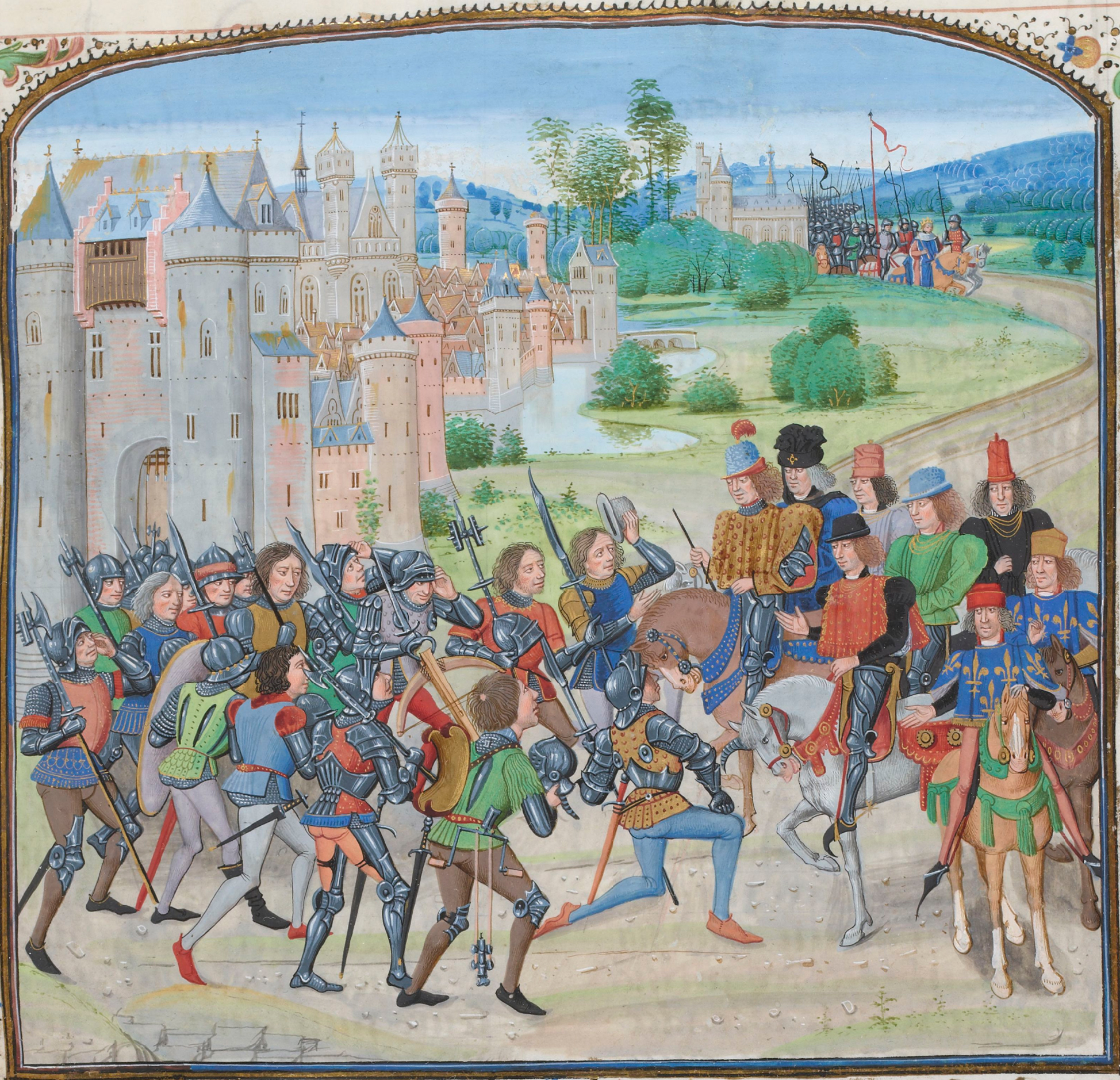
Повернення короля після Битви при Розебекі в 1383 році. Середньовічна мініатюра, «Хроніки Фруассара»

Останні роки були відзначені поновленням протистояння з городянами. Вимога про оплату жителями Гента лицарського турніру викликала заколот білих шаперонів (названі так через відзнаки заколотників), котрий розпочався у 1379 році і закінчився тільки після смерті Людовіка. Ткачі захопили владу в Генті (серпень 1379), а потім і в решті північної Фландрії. Граф сховався в Ліллі, а потім переїхав в Брюгге. Там йому вдалося дивом врятуватися, коли заколотники, ведені Філіпом ван Артевельде, розбили графські війська і захопили Брюгге. Він повернувся в Лілль, який він успадкував від своєї матері (9 травня 1382), граф був змушений запросити допомоги для придушення повстання у свого сюзерена — французького короля Карла VI.
У жовтні 1382 в Аррасі було зібрано 10 тис. кінних воїнів, до яких приєдналися арбалетчики і піхотинці. Міст через річку Лис був зруйнований, ціною величезної напруги французам вдалося переправитися на іншу сторону вбрід і, відновивши підручними засобами міст, захопити перше фламандське місто Коммін. У наступній битві — при Розебекі (27 листопада 1382), король рвався в бій, намагаючись взяти участь в рукопашній як простий солдат, від чого герцог Бургундський насилу зміг його втримати. Французи здобули повну перемогу, після чого війна була практично закінчена. Кілька фландрських міст були розграбовані, на решту накладено високі мита і штрафи, що іноді перевершували вчетверо те, що прийнято було платити при колишніх правліннях.
Плодами перемоги скористався зять графа — Філіп II Сміливий, який з тих пір почав встановлювати над графством свою владу.
В 1382 померла мати Людовика, в результаті чого він успадкував її володіння — Бургундське графство і графство Артуа, значно збільшивши свої володіння.
Сам він помер 30 січня 1384 в Ліллі. Обидва його сини померли рано, тому всі його величезні володіння (Фландрія, Невер, Ретель, Артуа, Бургундія (Франш-Конте)) успадкувала його дочка Маргарита. Ці землі стали основою для Нідерландських володінь Бургундського дому.

## Персона
У приватному житті Людовик II постає перед нами як типовий дворянин свого часу. Він підтримував зоопарк, оточив себе театром бродячих акробатів і організовував лицарські турніри, витрачаючи багато грошей на розваги. Вважається, що у нього залишилося 11 позашлюбних дітей. Часто не маючи достатньої кількості грошей, він все більше і більше оббирав фламандські міста, що викликало невдоволення в Іпрі, Брюгге і Генті.

## Родина
Дружина — Маргарита Брабантська (1323—1368), дочка Іоанна III, герцога Брабанта і Лімбурга.
Діти:
- П'єр (пом. 3 березня 1376).
- Карл.
- Маргарита (1350—1405) — графиня Фландрська (Маргарита III), графиня Неверська (Маргарита I), пфальцграфиня Бургундії і графиня Артуа (Маргарита II) з 1384, Ретеля (Маргарита I) в 1384—1402; 1-й чоловік Філіп I Руврський (1346—1361), граф Артуа і пфальцграф Бургундії з 1347, граф Оверні і Булоні з 1360; 2-й чоловік Філіп II Сміливий (1342—1404), герцог Бургундії з 1363.